# 敦寧府
敦寧府（ドンニョンブ）は、李氏朝鮮における官府。京官職かつ正一品衙門。王の親族と外戚が所属する官府である。なお王族は宗親府、公主や翁主の夫は儀賓府である。

## 概要
官職は成宗時代においては最高は正一品の領事、以下は従一品の判事、正二品の知事、従二品の同知事、正三品の都正と正、従三品の副正、従四品の僉正、従五品の判官、正六品の主簿、従七品の直長、従八品の奉事、従九品の参奉があった。
正一品の領事は王妃の父に与えられ、娘が王妃となると初任者でも「領敦寧府事」の官職を与えられる。
他の官府との兼職は可能で王妃の父の場合、敦寧府で「領敦寧府事」を与えられる他、忠勲府より正一品・府院君が与えられる。